# Veronica dieffenbachii
Veronica dieffenbachii är en grobladsväxtart som beskrevs av George Bentham. Veronica dieffenbachii ingår i släktet veronikor, och familjen grobladsväxter. Inga underarter finns listade i Catalogue of Life.

## Bildgalleri

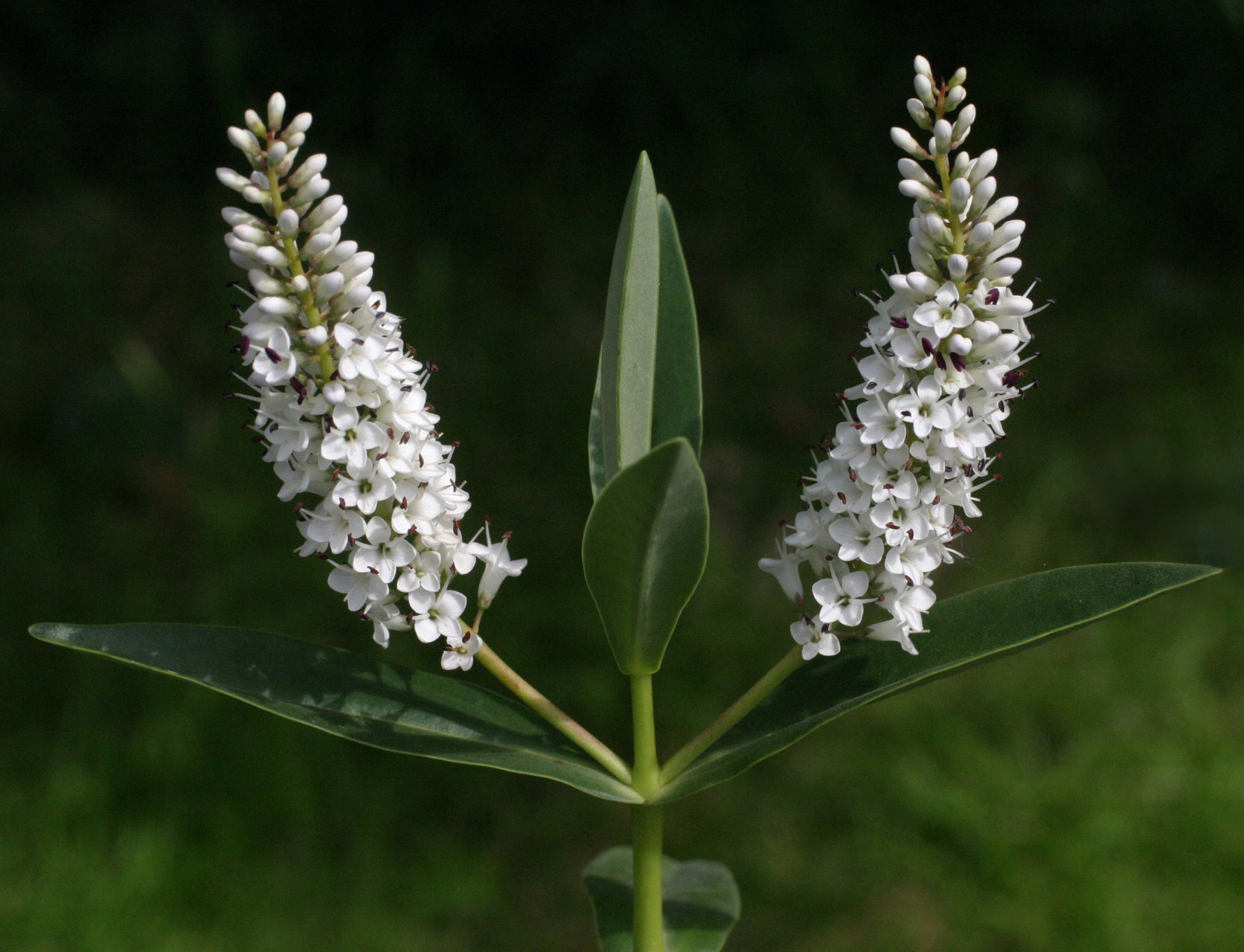